# دروازه هند (بمبئی)
دروازه هند (Gateway of India)در شهر مومبای یا بمبئی نام طاق نصرتی است که بریتانیایی‌ها آن را بنا نهاده‌اند. این طاق در منطقهٔ «کُّلابه» در جنوب شهر بمبئی و در مدخل بندرگاه (أپولوبندر) و در کنار دریا واقع است. ارتفاع این بنا ۲۶ متر است.
این بنا از نادر آثار تاریخی‌ای است که به مناسبت یک رویداد، برای پذیرایی از میهمان ساخته شده‌است. دروازه هندوستان یک طاق نصرت باشکوهی است که به مناسبت دیدار شاه جرج پنجم و شهبانو مری بریتانیا از هند ساخته شده بود.
این دروازه عظیم که احداث آن سال ۱۹۴۷ میلادی پایان یافت، بیشتر نقش سنگ قبر سلطه بریتانیا بر هند را ایفا کرد. در همان سال بود که ملوانان بریتانیایی از زیر همین دروازه زیبا رد شدند، سوار کشتی‌هایشان شدند و برای همیشه هندوستان را به مقصد انگلیس ترک کردند. جنس دروازه هندوستان بازالت یا نوعی سنگ آتش‌زنه زرد رنگ است که روی آن شبکه‌کاری شده‌است. آن حالت دروازه‌های یک کاخ مجلل را دارد، با چهار منار کوچک در چهار ضلع آن. بر تخته سنگ بزرگی که بر سر در طاق دروازه هند قرار دارد، نام پادشاه بریتانیای کبیر «جرج ششم» وتاریخ ورود او به شهر بمبئی حک شده‌است.

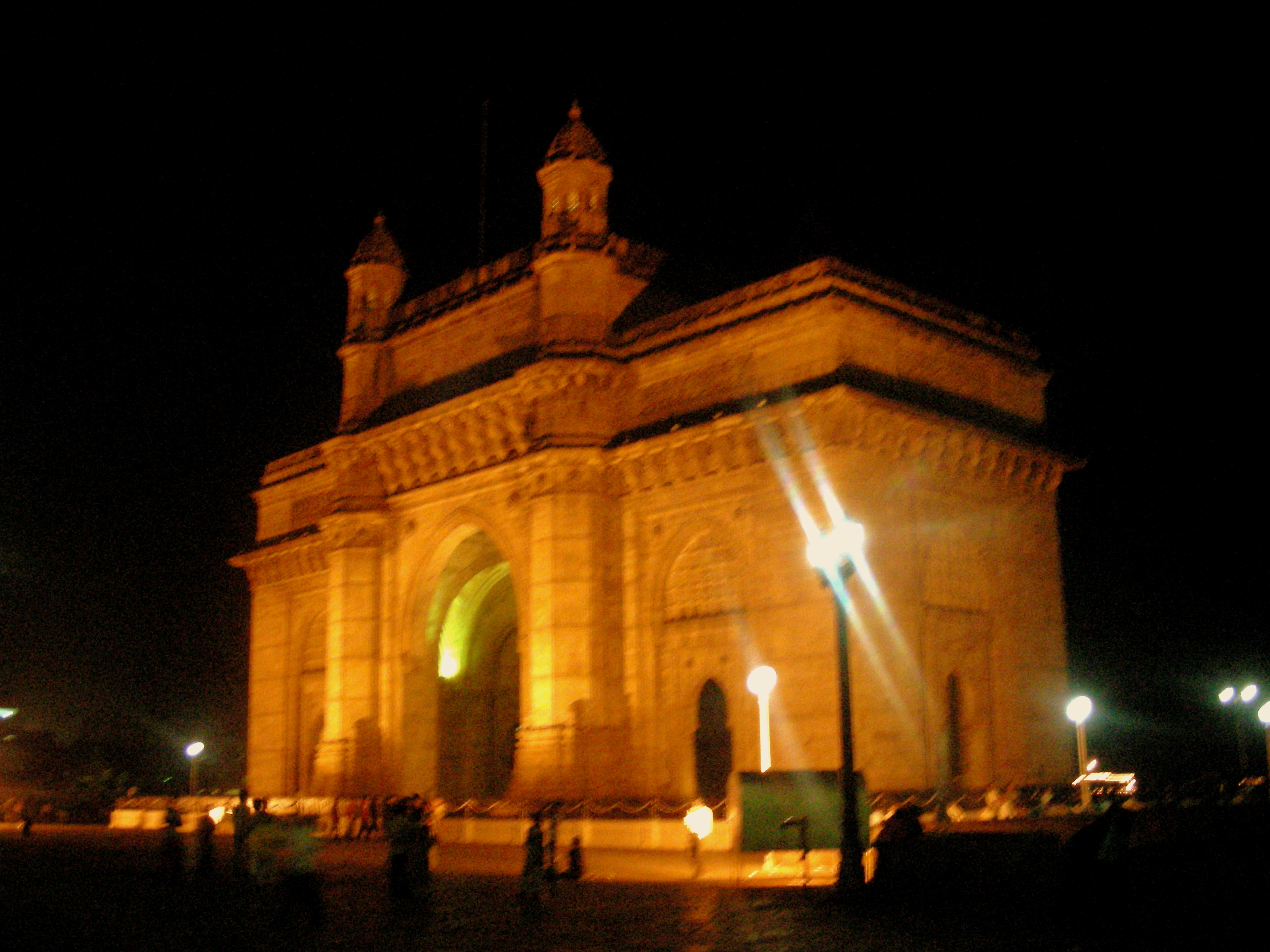
دروازه هند در شب

این مکان یکی از اماکن مشهور، تاریخی و گردشگری بمبئی به‌شمار می‌آید. سنگ بنای دروازه هند در ۲۱ مارس ۱۹۱۳ توسط لرد سیدنهام گذارده شد و در ۱۹۲۷ کامل گردید. در سال ۱۹۴۸ استعمارگران انگلیسی خاک هند را از همین دروازه ترک کردند.
با توجه به این سابقه تاریخی، دروازه هند یکی از محبوب‌ترین محل‌ها برای گردهمائی گردشگران خارجی است. دروازه هند، در عین حال در کنار هتل تاج محل واقع شده که محل اقامت خارجی‌های ثروتمندتر است و برای رفتن به جزیره فیل‌ها از دیگر مناطق دیدنی این شهر باید از این مکان حرکت کرد و می‌توان از کنار آن نظاره‌گر ساحل زیبای دریای عرب بود.

## نگارخانه

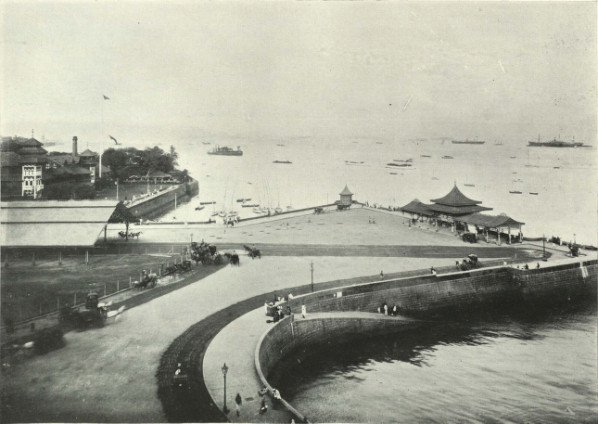
!The Apollo Bunder- the Gate of India, 1905
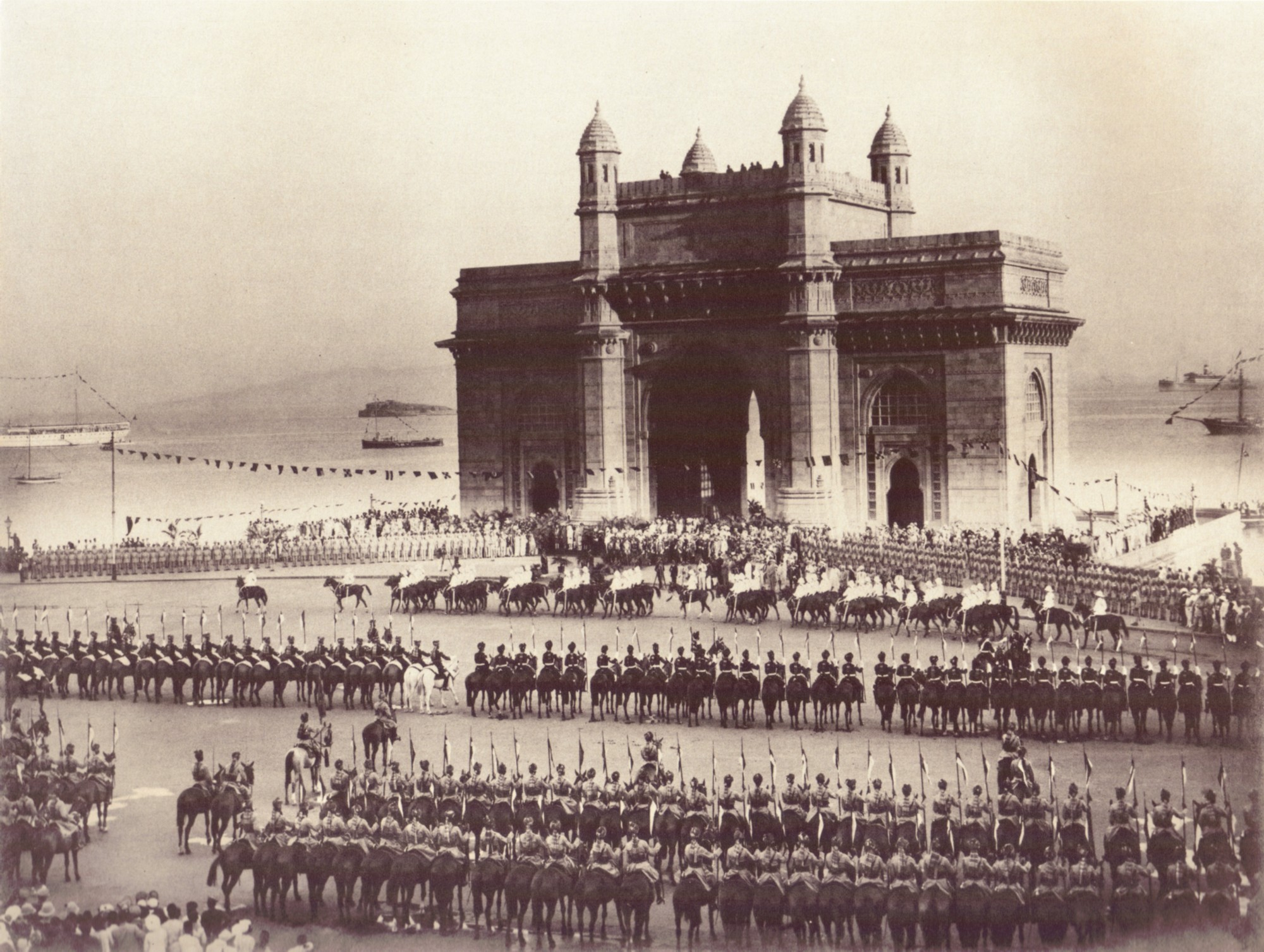
!Dedication ceremony of the gateway, 1924.
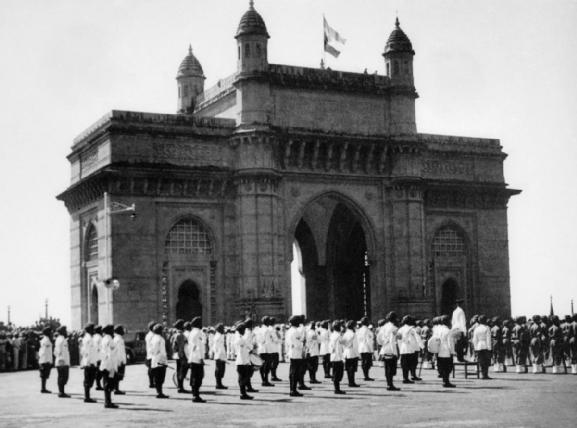
!The Sikh parade at the Gateway to India on the occasion of the departure of British troops from India on 28 February 1948.
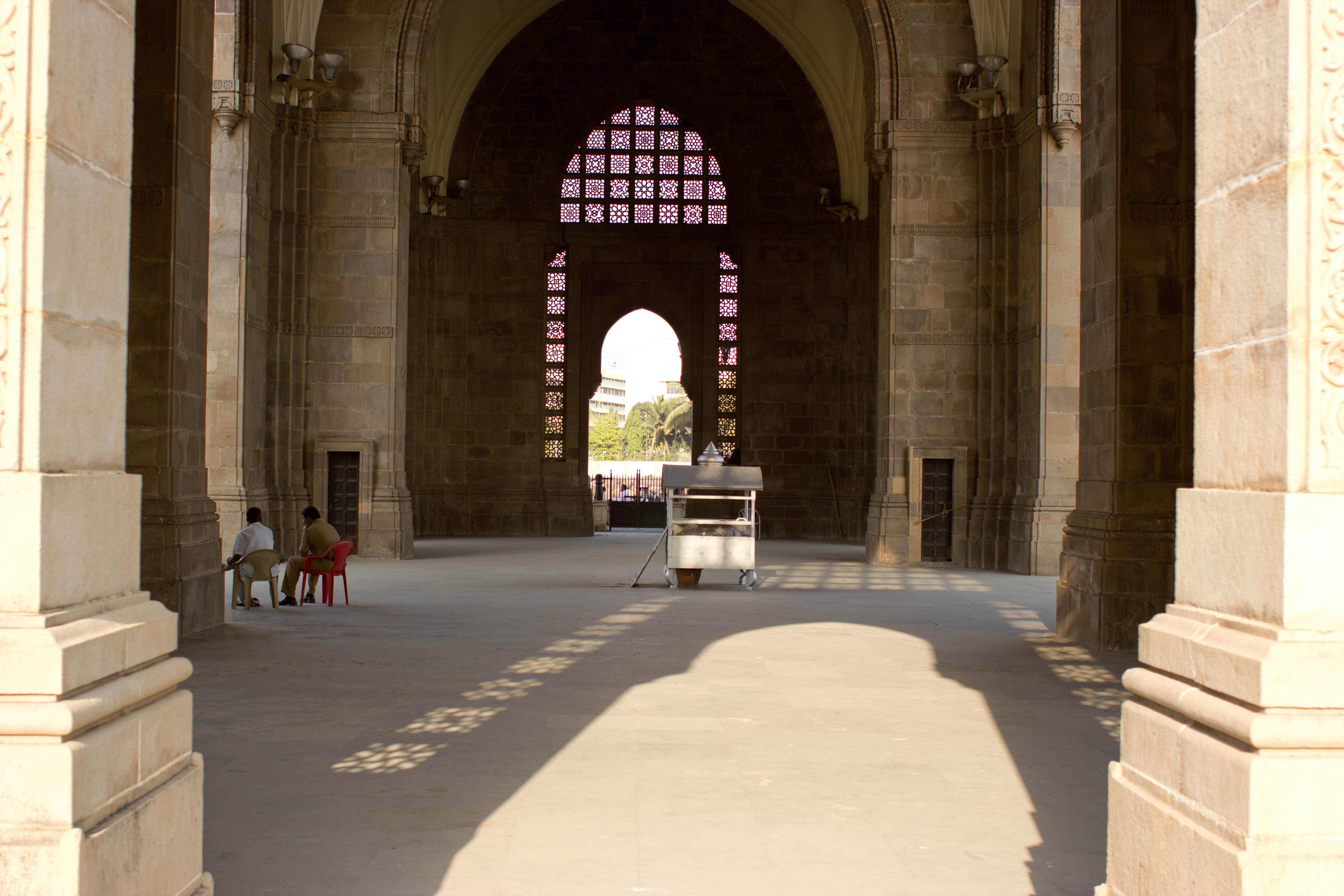
!Inside the gateway, 2011
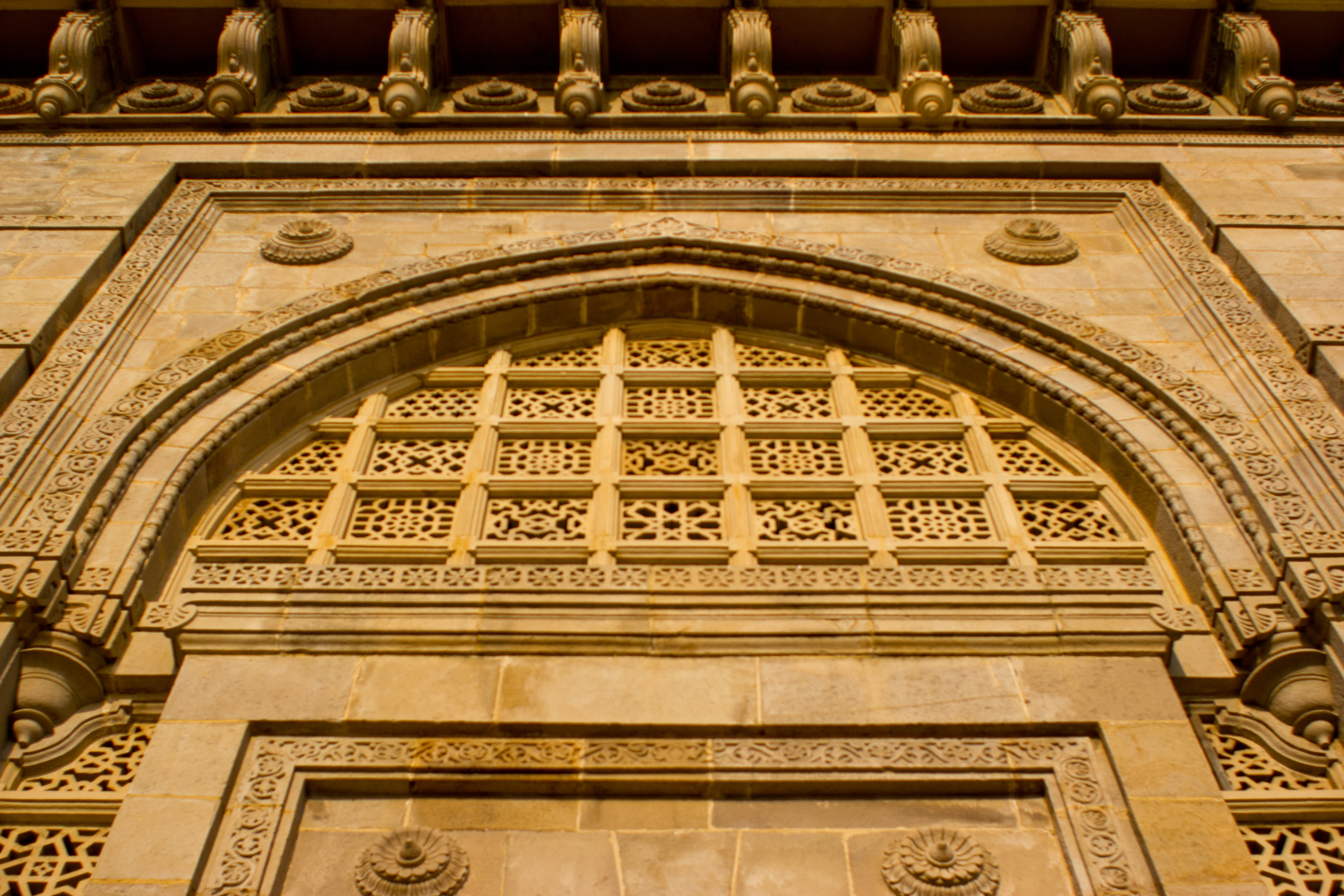
!Arch details, 2011
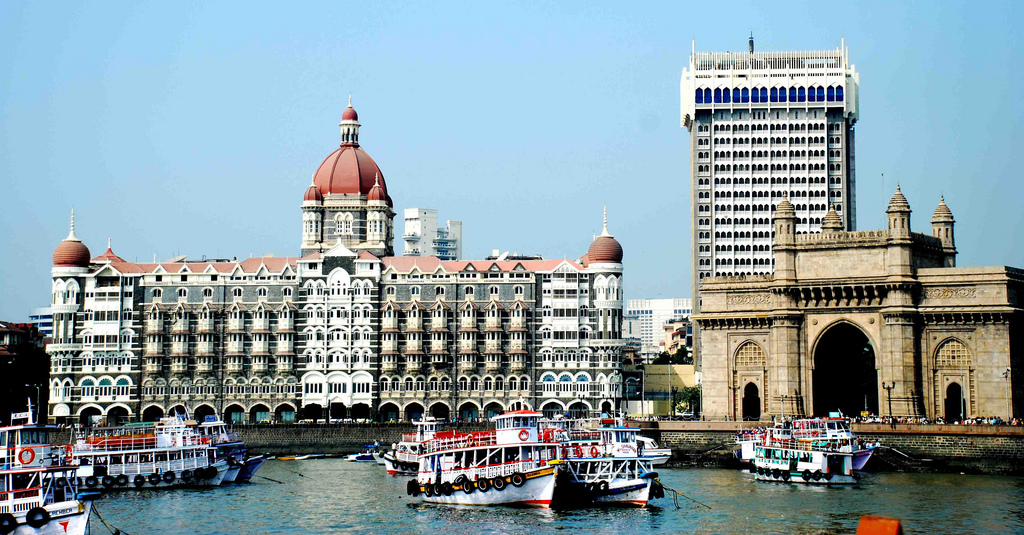
!The Gateway of India seen with the هتل کاخ تاج‌محل
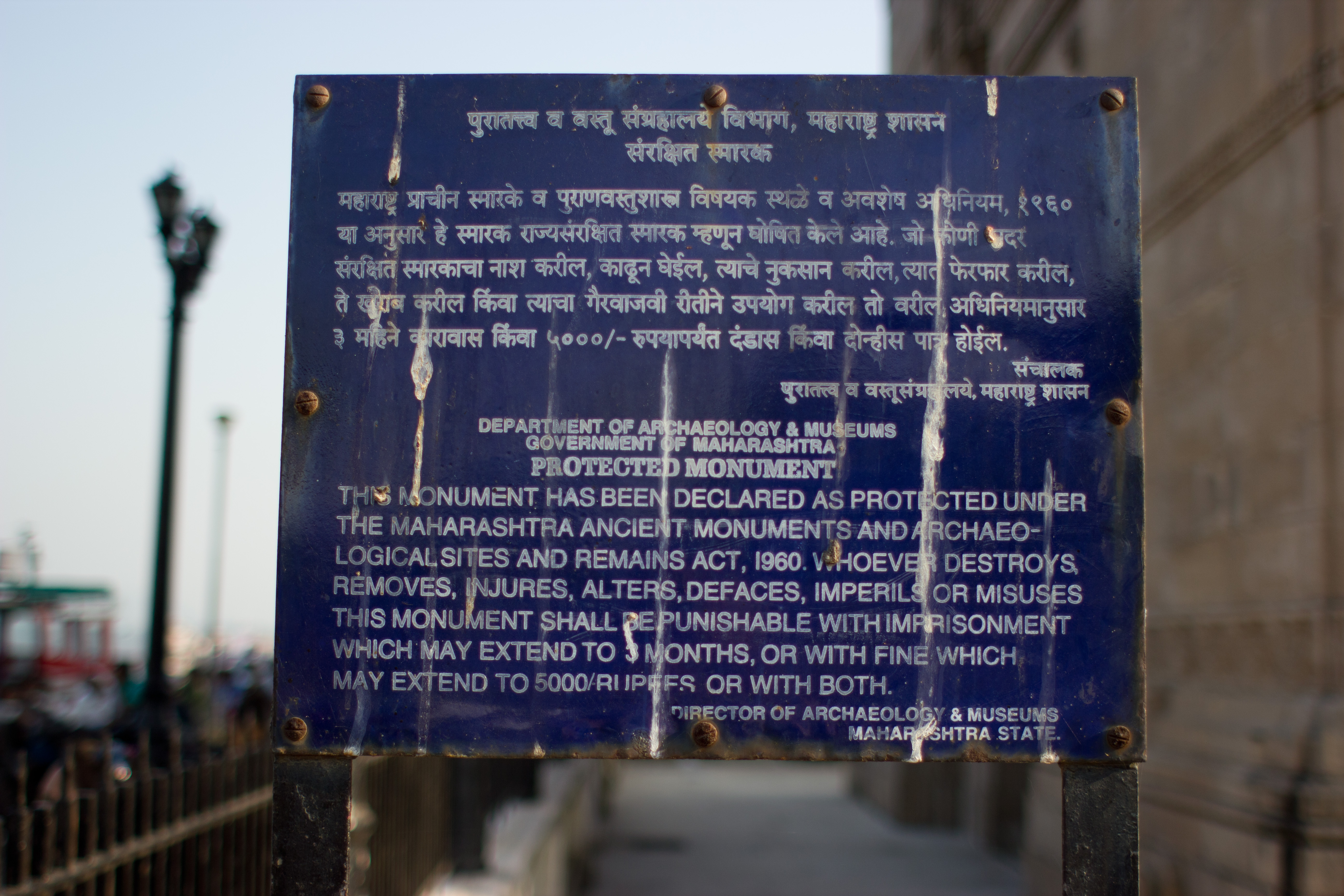
!Signboard by the gate
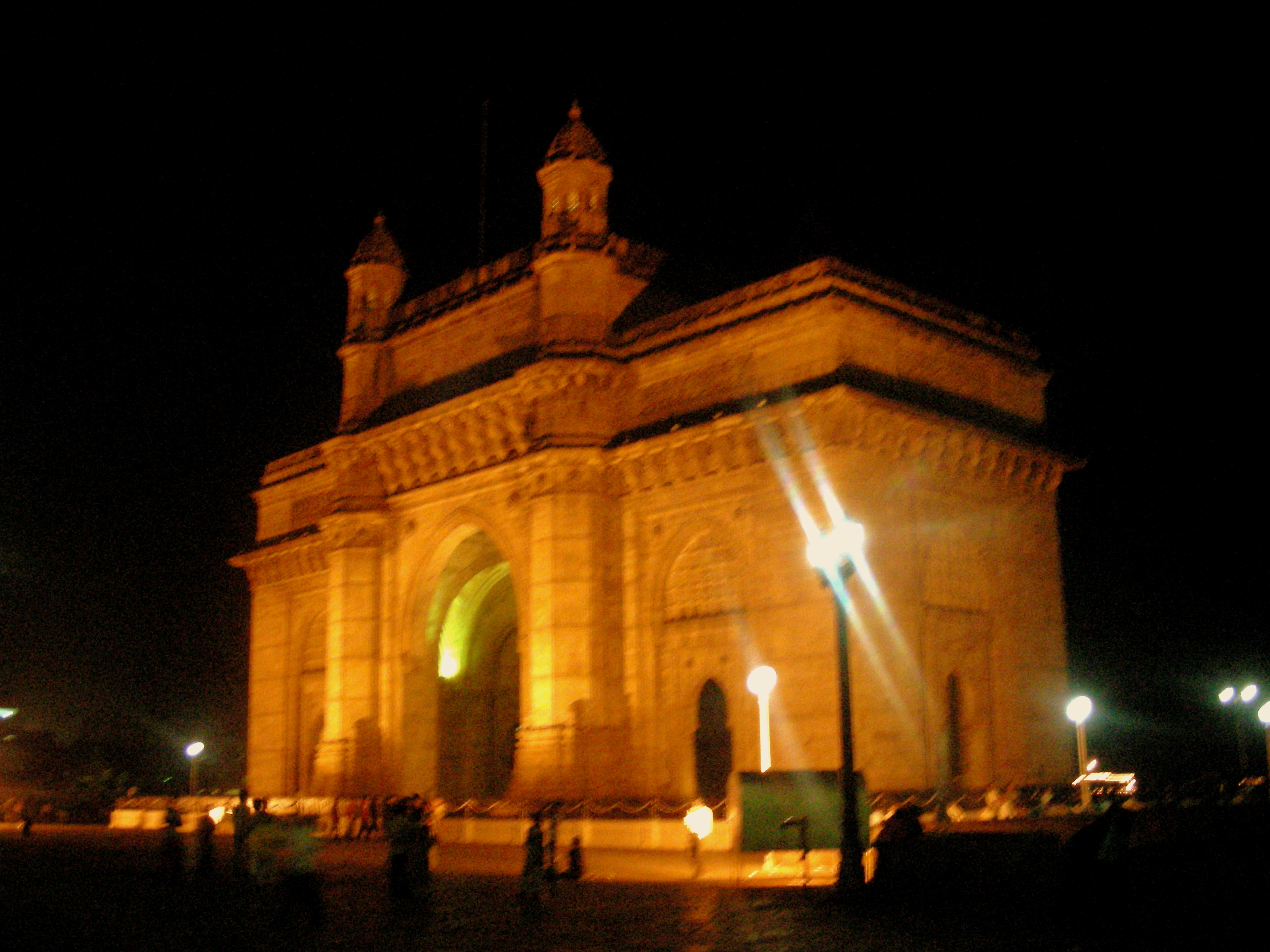
!Gateway of India by night
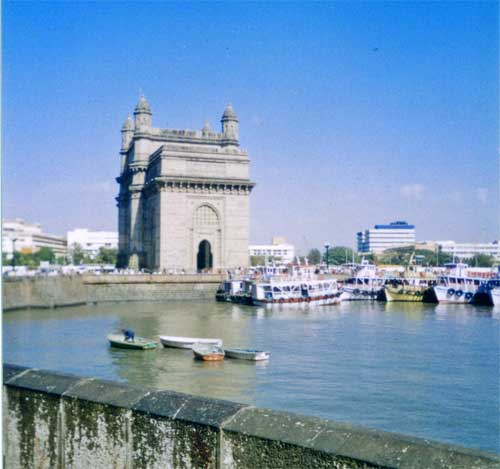
!Side view of Gateway of India, 2005
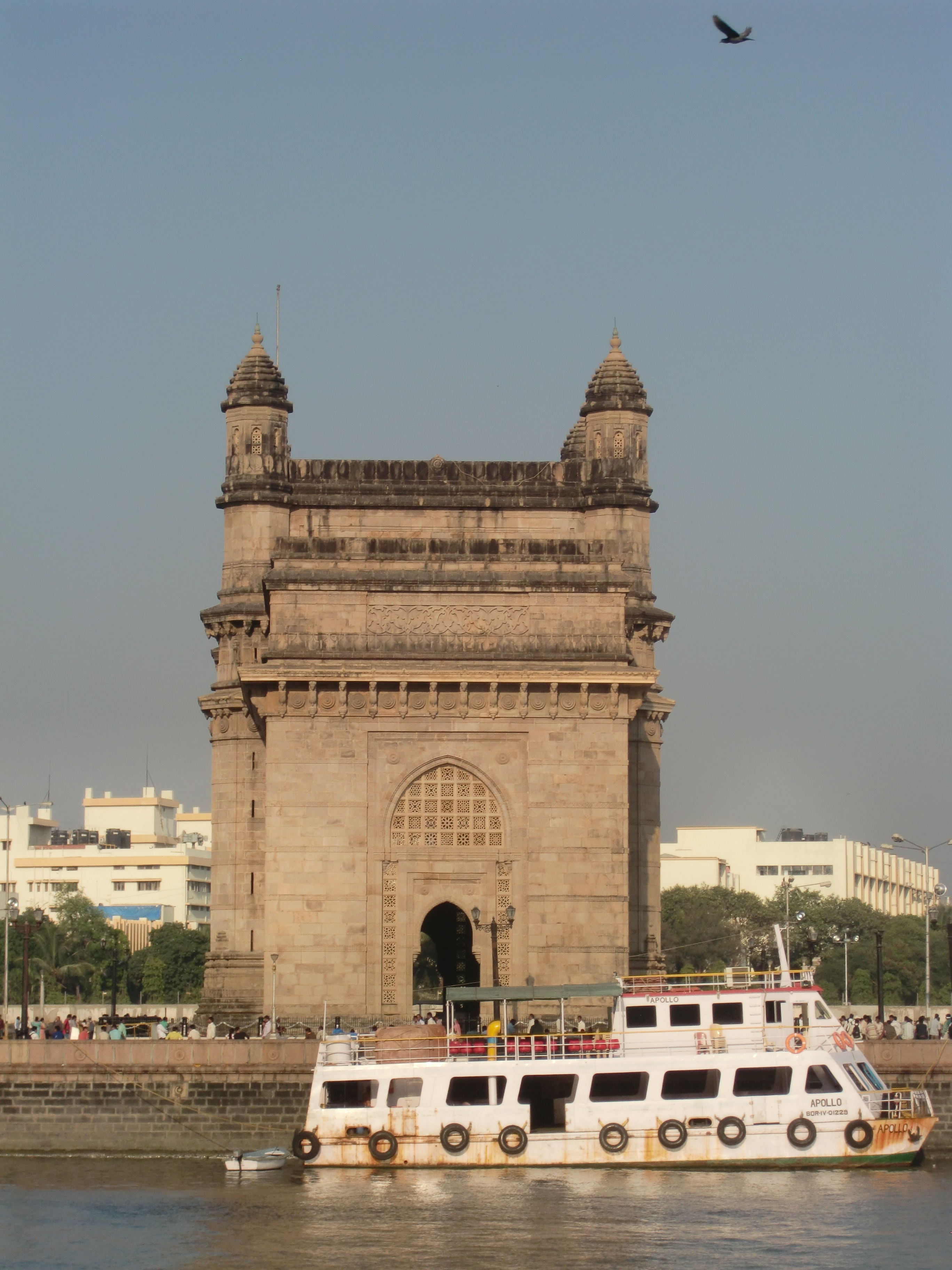
! Gateway of India from a distance, 2011
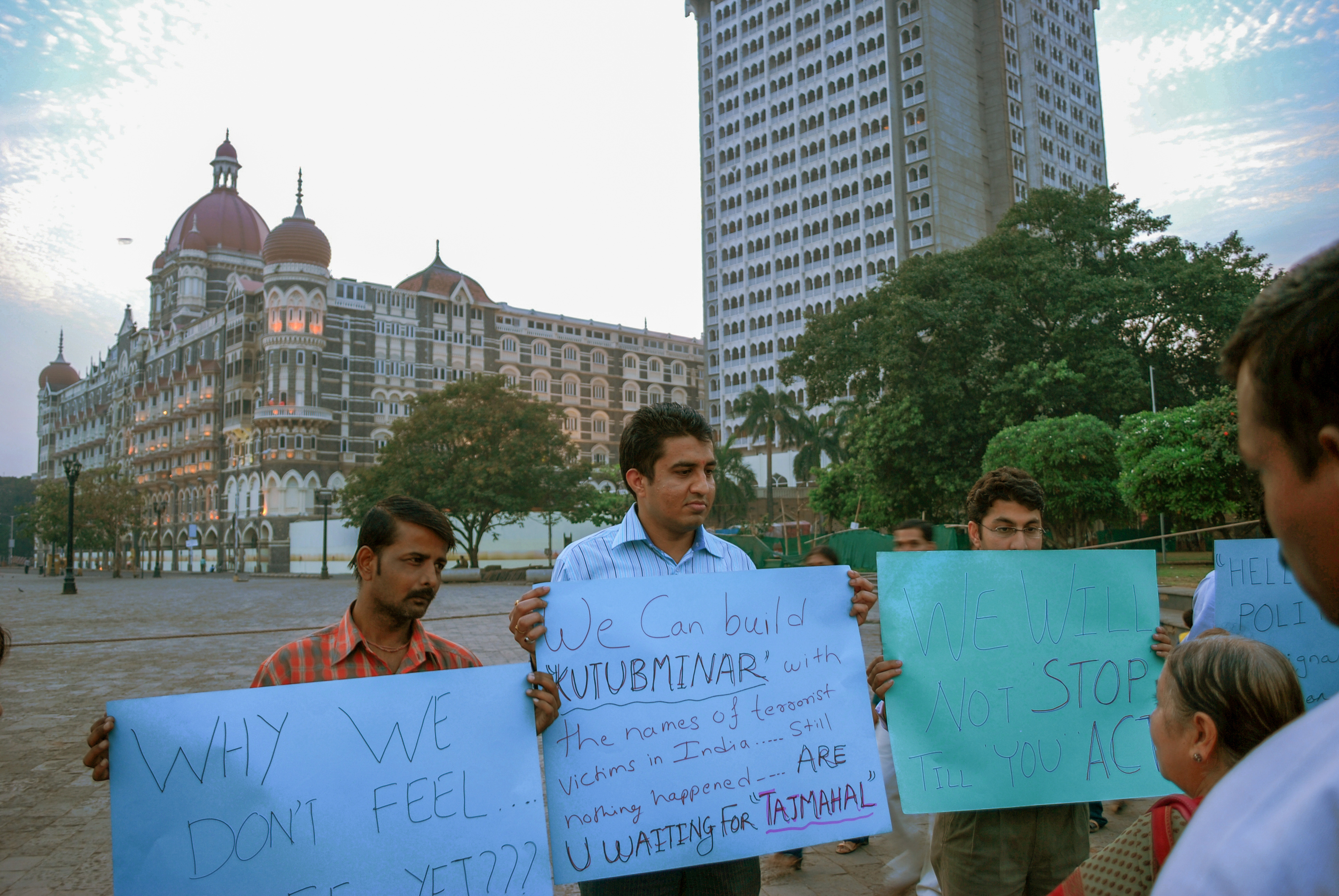
!Few citizens near the Gateway of India demanding the government to act after the حملات نوامبر ۲۰۰۸ در بمبئی in 2011.